# Туминец
Туминец (алб. Kallamas) је насељено место у општини Пустец у округу Корча, Албанија. Према попису из 1989. године био је 661 становник.
Према бугарском географу и историчару, Василу Канчову, у Туминецу је 1900. године живело 360 Словена хришћана.